# Метелівкові
Метелівкові, психодиди (Psychodidae) — родина двокрилих комах підряду Довговусі (Nematocera). Це дрібні комахи, завдовжки 1-4 мм. Тіло волохате, ноги довгі та тонкі, вусики ниткоподібні, завдовжки з тіло. Крила широкі, більш-менш загострені до вершини, вкриті волосками. Личинки живляться гниючими рослинними рештками, розвиваються у вологих місцях, іноді у воді; личинки деяких видів, що живуть у стічних трубах, іноді призводять до забивання каналізації. Дорослі комахи живляться соками рослин, лише москіти — кровососи, серед них Phlebotomus papatasi є переносником небезпечних хвороб — лейшманіозу та гарячки паппатачі.